# Karl-Schultz-Schieber
Der Karl-Schultz-Schieber ist ein Druckausgleichkolbenschieber für Dampflokomotiven. Er war die Regelbauart von Lokomotiven aus der Zeit der Deutschen Reichsbahn und wurde in fast allen Einheitslokomotiven verwendet. Karl-Schultz-Schieber werden in der Literatur oft mit der Bezeichnung Nicolai-Schieber bezeichnet.
Ihre Bezeichnung erhielten die Kolbenschieber nach Karl Schultz (1870–1943), der von 1892 an als Lokkonstrukteur arbeitete. Unter anderem arbeitete er bei Vulcan, der Union Gießerei Königsberg und zuletzt bei Schichau. Über die Herkunft der Konstruktion gibt es verschiedene Darstellungen, Fakt ist, dass sie später von der Firma Schichau vertrieben wurden.
Die Schieber sind in die Reihe der Kolbenschieber mit Tragstange und schmalen federnden Ringen bei innerer Einströmung einzustufen. Die Neuerung der Bauart Karl-Schulz war, dass sie ohne den bisher üblichen Druckausgleich mit Luftsaug- und Druckausgleichventilen auskam, sondern dies wurde durch einen nahezu ungehinderten Druckausgleich durch spezielle Kammern im Zylindergehäuse realisiert. Auf derselben Seite ist ein Foto des kompletten Schiebers zu sehen; er bestand aus zwei fest auf der Kolbenstange befestigten Kolbenhälften und zwei auf der Kolbenstange beweglich gelagerten Kolbenhälften. Zwischen beiden Kolbenhälften war eine Druckfeder angeordnet. Bei geöffnetem Regler, also bei Dampfdruck im Schieberkasten, wurde die bewegliche Kolbenhälfte gegen die Federkraft an die feste Kolbenhäfte gedrückt. Bei geschlossenem Regler, also bei Leerlauf, öffnete die Feder durch Drücken der beweglichen Kolbenhälfte einen Spalt, durch den der Druckausgleich realisiert wurde. Die Schieberbewegungen führten beide Kolbenhälften zusammen aus, daraus folgte ein etwas schwererer Leerlauf im Vergleich zu Trofimoff-Schiebern.
Karl-Schulz-Schieber sind heute noch bei vielen ehemaligen Einheitslokomotiven im Einsatz. Ein schönes
Foto der gesamten vormontierten Schieberstange ist in einem Buch über die DR-Baureihe 01 zu finden, wobei die Karl-Schulz-Schieber ohne die festen Kolbenhälfte abgebildet sind.